# Caudron G.3
 Caudron G.3  a fost un biplan militar francez construit de către Fabrica de avioane Caudron. A fost folosit ca avion de observare și bombardament ușor în prima parte Primului Război Mondial, ulterior fiind folosit ca avion de recunoaștere sau școală.
Avionul Caudron G.3 s-a aflat în înzestrarea escadrilelor din organica Corpului Aerian din Armata României, la începutul campaniei din anul 1916 fiind în evidență un număr de 12 bucăți, din care 4 în stare operațională. : Anexa 10 :pp. 85-125

## Construcție

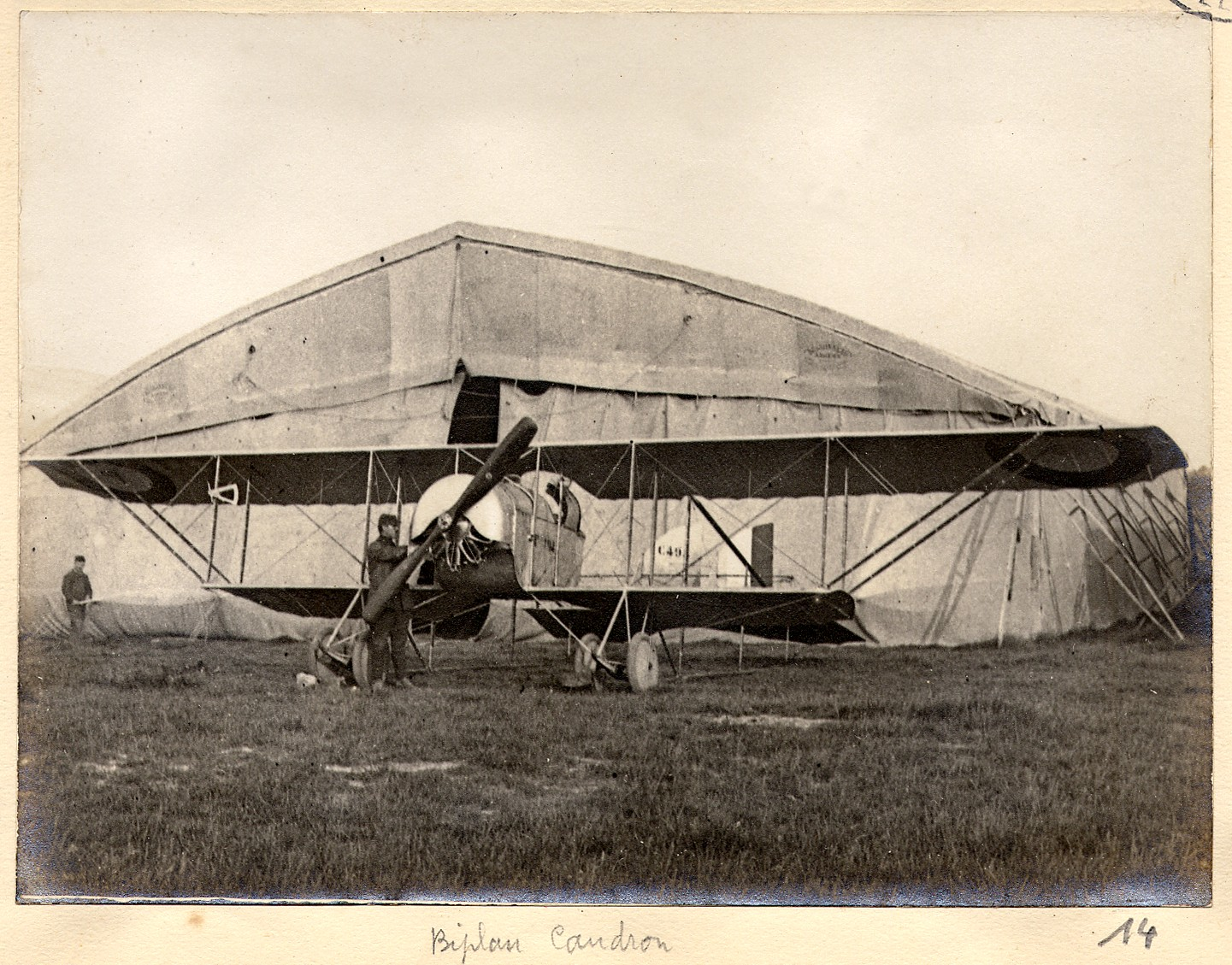
Aparat Caudron G.3 operațional francez

Caudron G.3 a fost proiectat ca o dezvoltare a tipului Caudron G.2. Configurația sa era de biplan (sescviplan) cu aripi cu anvergură diferită. Înclinarea laterală era comandată prin îndoirea captelor aripilor, dar ulterior s-a trecut la eleroane montate la aripa superioară. Elicea propulsoare era tractivă (dispusă în fața motorului). Motorul era de tip Le Rhône 9C (en) (Gnôme Delta), rotativ, răcit cu aer, de 80 CP. ampenajele erau clasice, cu un stabilizator dispus în partea posterioară, pe care erau montate două direcții. Carlinga care conținea motorul și spațiul pentru echipaj era montat între aripa superioară și inferioară. Trenul de aterizare era compus dintr-o pereche de roți duble în față și patine în spate. De obicei avionul nu era înarmat, fiind destinat pentru misiuni de recunoaștere, dar putea fi dotat și cu o mitralieră.:pp. 89-92 Din el se puteau lansa și bombe de mână.
A fost produs în număr mare, din cele 2450 de bucăți produse în Franța 1423 au fost produse în fabricile Caudron. 233 au fost produse în Marea Britanie, 166 în Italia și câteva în alte țări. Frații Caudron nu au cerut bani pentru licențierea proiectului, ca un act de patriotism.
A fost urmat de tipul Caudron G.4 (en).

## Variante
cele mai multe G.3 au fost model A.2, folosite de diverse forțe aeriene pe Frontul de Vest, în Rusia și în Orientul Mijlociu pentru reglaje de artilerie. Modelul D.2 a fost un biloc de antrenament, echipat cu dublă comandă, iar modelul E.2 a fost un aparat d antrenament de bază. Modelul R.1 („rouleur”) a fost folosit în Franța și SUA pentru antrenament de rulaj (en), cu aripa îndreptată în jos pentru a preveni decolarea. Ultimul model, L2, a fost echipat cu motorul în stea (en) Anzani 10 (en) de 110 CP. În Germania, Gothaer Waggonfabrik (en) a construit câteva copii denumite LD.3 și LD.4 (Land Doppeldecker).

## Exemplare supraviețuitoare
Exemplare de Caudron G.3 sunt expuse în câteva muzee cum ar fi Musée de l'Air et de l'Espace, Royal Air Force Museum London (en), Muzeul Armatei Regale și de Istorie Militară din Bruxelles și Museu Aeroespacial (en) din Rio de Janeiro. Un avion restaurat este expus la Hallinportti Aviation Museum (en) din Finlanda.

## Caracteristici tehnice (G.3)

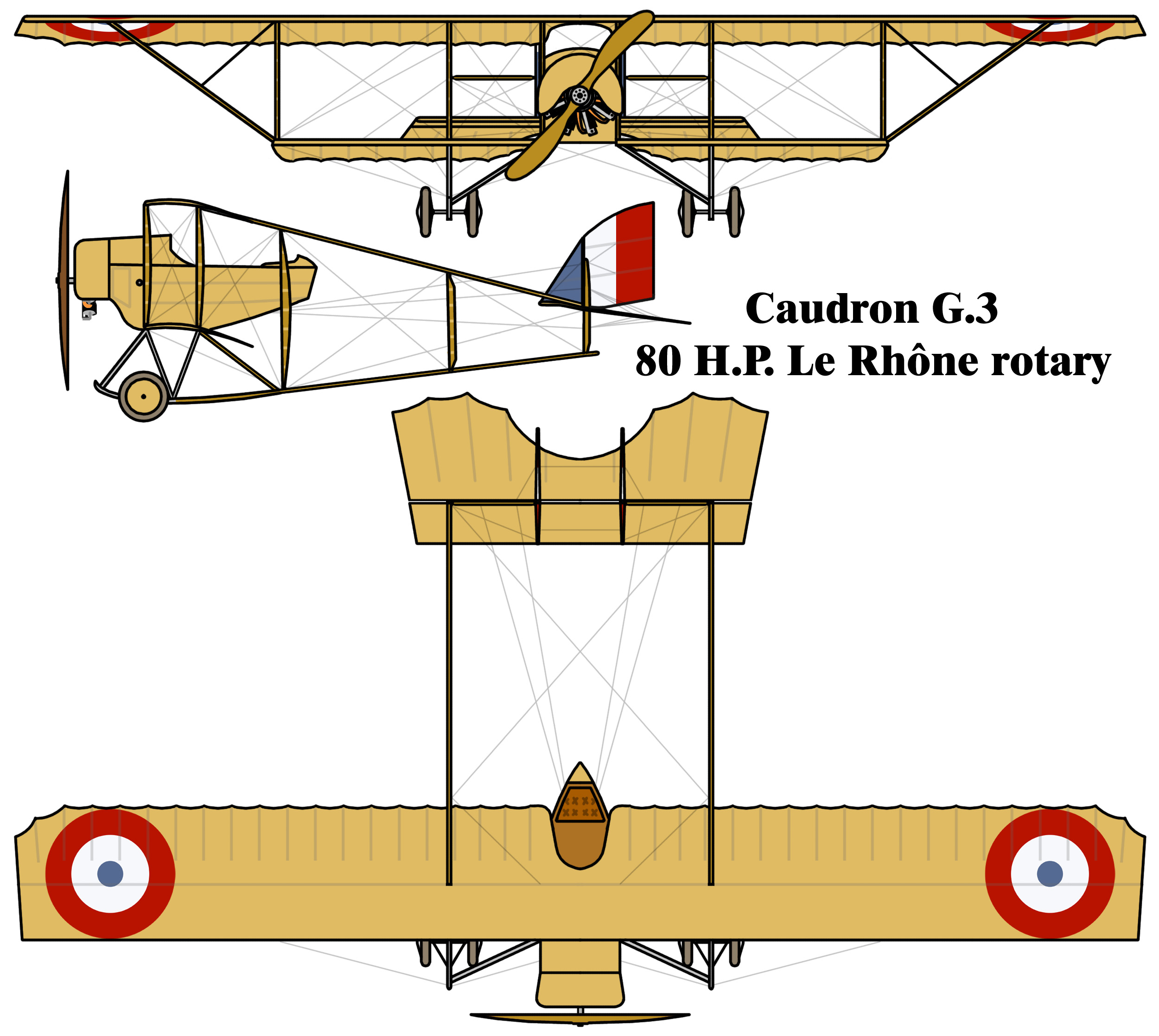
Desen Caudron G.3

Sursa: Keskinen ș.a., Suomen ilmavoimien lentokoneet
- echipaj: 1
- lungime: 6,40 m
- anvergură: 13,40 m
- Înălțime: 2,50 m
- supragață portantă: 27,00 m²
- greutate gol: 420 kg
- greutate maximă la declare: 710 kg
- motor: Le Rhône 9C, 80 CP

### Performanțe
- viteză maximă: 106 km/h
- autonomie: 4 h
- plafon: 4300 m [2]

### Armament
- 1 × mitralieră ușoară (opțional) și bombe lansate cu mâna (opțional)

## Lectură splimentară
- sv  Kalevi Keskinen, Kyösti Partonen, Kari Stenman: Suomen Ilmavoimat I 1918-27, 2005, ISBN: 952-99432-2-9